# Strävbergenia
Strävbergenia (Bergenia ciliata) är en växtart i familjen stenbräckeväxter som förekommer naturligt i Himalaya. Arten odlas ibland som trädgårdsväxt i Sverige.

## Former
Två former kan urskiljas:
- f. ciliata - har blad som blir 4-11 cm långa och 3-10 cm breda. Bladöversidan är ibland kal.
- f. ligulata - har blad som blir 4,5-17 cm långa och 4-13 cm breda. Bladen är helt kala.

## Synonymer
f. ciliata
Bergenia ligulata var. ciliata (Royle) Engl
Geryonia ciliata (Haworth) House
Megasea ciliata Haworth
Saxifraga ciliata Royle
f. ligulata Yeo
Bergenia himalaica Boriss
Saxifraga ligulata Wall. nom. illeg.